# Hydnellum fuligineoviolaceum
Hydnellum fuligineoviolaceum E. Larss., K.H. Larss. & Kõljalg – gatunek grzyba z rodziny kolcownicowatych (Bankeraceae).

## Systematyka i nazewnictwo
Po raz pierwszy został opisany w 1874 roku przez węgierskiego mykologa Károly’ego Kalchbrennera pod nazwą Hydnum fuligineoviolaceum w ramach pracy Eliasa Friesa Hymenomycetes europaei. W 1900 r. Narcisse Théophile Patouillard przeniósł go do rodzaju Sarcodon. Obecną nazwę nadali E. Larss., K.H. Larss. & Kõljalg w 2019 r. Nazwa Sarcodon talpa, podana przez Rudolpha Arnolda Maasa Geesteranus w 1967 r., jest synonimem.
W 2004 r. Hydnellum fuligineoviolaceum był jednym z 33 gatunków zgłoszonych do ochrony w ramach Konwencji Berneńskiej przez Europejską Radę Ochrony Grzybów.